# 馬岡次郎

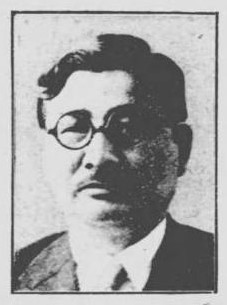
馬岡次郎

馬岡 次郎（うまおか/まおか じろう、1887年7月3日 - 1966年1月19日）は、日本の政治家。衆議院議員（2期）。

## 経歴
三重県出身。農林業を営む。布引村長、三重県会議員、同参事会員、同副議長、農林省委員、大山田村長となる。三重県山林会評議員、伊山銀行監査役、伊賀農商銀行、伊賀窯業各(株)取締役、馬野川水電(株)取締役社長、三重県信用購買販売組合連合会会長、全国購買組合連合会監事、全国購買販売組合連合会常務理事となる。
1937年の第20回衆議院議員総選挙において三重1区（当時）から立憲政友会公認で立候補して初当選。以来連続2回当選する。1942年の第21回衆議院議員総選挙では大政翼賛会の推薦を受けて当選する。戦後は日本進歩党に入ったが、大政翼賛会の推薦議員のため公職追放となった。1951年に追放解除。1966年死去。